# Дрим Тим МФТИ
«Дрим Тим МФТИ» («Дрим тим МФТИ», «Дрим Тим-МФТИ», «Дрим Тим — МФТИ») — российский пляжный футбольный клуб. По данным различных источников представлял Москву, Московскую область, Долгопрудный.

## История
В 2005 году клуб стал обладателем открытого Кубка Москвы. Команда, усилившись пятью игроками сборной Украины, занявшей на чемпионате мира 2005 года шестое место (Виталий Сидоренко, Александр Пилипенко, Евгений Вареница, Юрий Клиновский, Юрий Головин), считалась фаворитом первого чемпионата России 2005 года, но в финале уступила «Сити Химику» Воронежская область (2:3). В чемпионате России 2006 года «Дрим Тим МФТИ» занял четвёртое место, уступив в матче за бронзовые награды клубу «CITY МФТИ» 5:8.
Победив в чемпионате Московской области 2009 года, «Дрим Тим-МФТИ» Долгопрудный получил право участвовать в квалификационном раунде чемпионата России, где команда «Динамо-МФТИ» Московская область по дополнительным показателям заняла второе место в группе «В» и не попала в финальный турнир. В чемпионате Московской области 2010 года участвовала команда «МФТИ» Долгопрудный.